# Печа
Печа или Пехица (на албански: Pjeça или Pjeçë или Kica, Kicë) е село в Република Албания, община Дебър (Дибър), административна област Дебър.

## География
Селото е разположено в историкогеографската област Поле в западното подножие на планината Дешат.

## История

### В Османската империя
Според Васил Кънчов („Македония. Етнография и статистика“) в Пехица живеят 200 арнаути мохамедани.
На Етнографската карта на Битолския вилает на Картографския институт в София от 1901 година Пехица е чисто албанско село в Дебърската каза на Дебърския санджак с 42 къщи.

### В Албания
След Балканската война в 1913 година селото попада в новосъздадена Албания.
В 1915 година, по време на Първата световна война, селото е анексирано от Царство България. Към 1 март 1916 година Пкеча е част от Ърбелската община на българската Дебърска околия.
До 2015 година селото е част от община Мелан.